# 恐鬼症
《恐鬼症》（又译作）是由Kinetic Games開發並發行在Microsoft Windows平台上的獨立生存恐怖遊戲，已於2020年9月以搶先體驗的方式開始在Steam上公開發售，並支持虛擬實境。由於許多著名Twitch直播主和YouTuber大力推廣，以及適逢萬聖節的關係，《恐鬼症》在發行的一個月後大受歡迎。截至2020年10月15日，該作是Twitch上第六受歡迎的直播遊戲，同時也是2020年10月至11月的數周內Steam在全球上最暢銷的遊戲。

## 遊戲玩法
在《恐鬼症》中，玩家控制四人城市探險捉鬼隊的其中一名成員，他們被要求處理佔領如宅邸、學校、醫院和監獄等地的各種鬼魂。遊戲內現有24種鬼魂(0.6.2版本更新)，且每種鬼魂之間的行為都不同，這24種分別是魂魄（Spirit）、魅影（Wraith）、幻影（Phantom）、騷靈（Poltergeist）、女妖（Banshee）、巨靈（Jinn）、夢魘（Mare）、亡魂（Revenant）、暗影（Shade）、惡魔（Demon）、幽靈（Yurei）、赤鬼（Oni）、寒魔（Hantu）、妖怪（Yokai）、雷魂（Raiju）、幻妖（Obake）、擬魂（The mimic）、霧影（Deogen）、魔洛伊（Moroi）、剎耶（Thaye）、御靈 ( Goryo )、鬼嬰 ( Myling )、孿魂 ( The Twins )、怨靈 ( Onryo )。為了找出他們遇到的是哪種鬼魂，玩家必須收集有關該鬼魂的證據。《恐鬼症》的最終目標並不是要驅除鬼魂，而是要收集足夠多有關鬼魂的資訊，在每次任務結束的時候，玩家都會獲得報酬。玩家可通過語音聊天進行交流，鬼魂本身聽到後會做出特定的反應，玩家可以使用不同的物品以協助他們完成任務，例如手電筒、溫度計、電磁場讀取儀、攝影機、十字架和通靈板等。這些工具有其各自不同的用途，包括與鬼魂交流、調查、防禦和收集線索。

## 遊戲道具
這裡列出遊戲內可使用的各種道具，0.9.0版本更新後每種裝備皆分成3個等級，基本裝備表示每場遊戲會預先提供1個，而蠟燭除了可由玩家自行攜帶，在部份地圖也會自然出現；所有的電子設備在發生鬼魂事件（現身、對玩家哈氣、破壞電燈）或進入獵殺模式時，距離鬼魂10公尺內會受到干擾，且獵殺模式時鬼魂會追蹤在一定距離內手持電子設備的玩家。
- 點陣投影儀

基本裝備之一，能夠用來檢測鬼魂，會發出綠色雷射光，受到干擾時會隨機閃爍，如果在雷射光下有看見鬼魂移動的形體，則達成「點陣投影儀」的證據。
如果鬼魂是御靈，所有玩家必須離開鬼魂房間並使用攝影機才能看見點陣投影儀造成的形體。
裝備等級1為手持式雷射筆；等級2為固定角度放置型；等級3為擺動掃描放置型。
- 電磁場讀取儀

基本裝備之一，簡稱EMF，可以用來尋找鬼魂房間，會接受鬼魂發出的電磁場，正常時強度等級為1級，當鬼魂有互動、使用能力、發生鬼魂事件或進入獵殺模式時，一段時間內在發生的位置附近強度等級會上升（強度等級並非連續變化，而是步階變化，會直接跳至對應的強度），受到干擾時強度等級會在1~4級之間隨機跳動，如果強度等級有出現5級，則達成「EMF 5級」的證據。
裝備等級1為指針型；等級2為LED指示型；等級3為螢幕顯示型，並具有定位最多3處源頭的方向距離指示。
- 手電筒

基本裝備之一，用來提供照明，但無法防止理智值下降，受到干擾時會隨機閃爍（閃爍的頻率較快）。
裝備等級1為小範圍黃光；等級2為小範圍白光；等級3為大範圍白光。
- 相機

能夠拍攝出超自然現象的照片，拍到鬼魂本體、鬼魂和場景物品的互動、水槽的髒水、骨頭、詛咒之物、指紋、手掌、腳印、鬼魂筆跡、燒焦的十字架、點陣投影儀照出的形體、隊友的屍體可以獲得額外的報酬，每場照片的總數無上限，但只有前10張照片會計入報酬，受到干擾時會有雪花雜訊的效果。
如果鬼魂是幻影，對它拍照會使它暫時消失（照片雖然會顯示鬼，但不會有鬼魂本體和雪花雜訊）。
裝備等級1為拍立得相機；等級2為傻瓜相機；等級3為數位單眼相機。
- 火光

需要身上帶著點火器才能點燃（但處於室外且下雨時會立即熄滅），點燃時可以維持理智值和照亮小範圍的區域，鬼魂在附近有機率被吹熄。
如果鬼魂是怨靈，火光可代替十字架使用（會優先選擇吹熄火光），但在被吹熄時有機率直接進入獵殺模式。
裝備等級1為單支蠟燭；等級2為三叉蠟燭；等級3為煤油燈，不受下雨影響。
- 紫外線燈光

基本裝備之一，會發出深紫色的光，可以用來發現指紋（出現在開關上）、手掌（出現在開關以外的物體上）和腳印（需搭配鹽使用才會出現），以上3種跡象在出現一段時間後會消失，裝備等級2以上受到干擾時會隨機閃爍（閃爍的頻率較慢），如果有照到螢光綠色的指紋、手掌或腳印，則達成「紫外線」的證據。
如果鬼魂是幻妖，指紋和手掌有機率多一根手指頭。
裝備等級1為小型紫外線手電筒；等級2為螢光棒；等級3為大型紫外線手電筒。
- 十字架

有機會阻止鬼魂的獵殺，但必須在鬼魂進入獵殺模式時在十字架有效範圍內。
如果鬼魂是惡魔，十字架的有效範圍則為1.5倍。
裝備等級1為木製，可阻止1次3公尺內的普通獵殺；等級2為鑄鐵製，可阻止2次4公尺內的普通獵殺。等級3為貴金屬製，除了可阻止2次5公尺內的普通獵殺外，在全新的狀態下可透過消耗2次阻止普通獵殺的機會換取阻止1次詛咒獵殺。
- 攝影機

基本裝備之一，可以用來發現靈球，可以搭配三腳架使用，畫面會連接到卡車上的電腦，受到干擾時會有雪花雜訊的效果，如果畫面出現如小光點般漂浮的靈球（在夜視模式下且攝影機所在位置無其他光源干擾時才能看到），則達成「靈球」的證據。
如果鬼魂是擬魂，雖然會出現靈球，但並不屬於證據。
- 通靈盒

基本裝備之一，可以用來和鬼魂溝通，會接受鬼魂發出的無線電波，受到干擾時螢幕會隨機顯示且雜訊聲會斷斷續續的（但仍可以和鬼魂溝通），如果對鬼魂提問有得到回應（需在黑暗的環境下提問，回覆的聲音為鬼的聲音），則達成「通靈盒」的證據。
如果鬼魂是霧影，有機率出現沉重呼吸聲的回應。
裝備等級1為可攜式收音機；等級2為無線對講機；等級3為雙頻道無線對講機。
- 鹽

可以灑在地板上，鬼魂經過時如果有踩到鹽，就能用紫外線燈光查看是否有腳印。
如果鬼魂是魅影，即使經過鹽也不會出現被踩到的痕跡。
裝備等級1可灑2次圓形的白鹽堆；等級2可灑3次長條形的白鹽堆；等級3可灑3次長條形的黑鹽堆，鬼魂經過會迫使其轉身，在獵殺模式時鬼魂經過會使其減速一小段時間。
- 薰香

需要身上帶著點火器才能點燃，點燃可以阻止鬼魂在1分30秒內進入獵殺模式並提高鬼魂互動機率，在獵殺模式時點燃可以使鬼魂忽略玩家5秒。
如果鬼魂是惡魔或魂魄，阻止進入獵殺模式則分別是1分鐘和3分鐘。
如果鬼魂是幽靈，阻止進入獵殺模式後能將其困在鬼魂房間1分鐘。
如果鬼魂是魔洛伊，進入獵殺模式時點燃則會忽略玩家7.5秒。
裝備等級1為小捆鼠尾草；等級2為大捆鼠尾草，在獵殺模式時點燃可以使鬼魂減速一小段時間；等級3為香爐，在獵殺模式時點燃可以困住鬼魂一小段時間。
- 運動感測器

可以安裝在牆壁或地上，能夠用來偵測鬼魂，安裝後會將狀態連接到卡車的螢幕上（安裝在地上則不會顯示），感測區域為紅色長條形，如果有玩家或鬼魂經過感測區域則會變成綠色，且感測器會發光。
- 聲音感測器

可以安裝在地上，能夠用來偵測鬼魂，安裝後會將狀態連接到卡車的螢幕上，感測區域為黃色球形（但不會跨樓層），感測強度以長條圖表示。
- 醒腦丸

可以恢復玩家的理智值（根據玩家選擇的遊戲難度或自定義恢復量），每場最多只能帶4個。
如果鬼魂是魔洛伊，可以解除其對玩家的詛咒效果。
- 溫度計

基本裝備之一，可以用來尋找鬼魂房間，鬼魂所在位置附近的溫度會低於10°C（此時玩家會吐出霧氣，如果總開關未開啟則不論何處都會低於10°C），裝備等級2以上受到干擾時數值會隨機顯示，如果溫度低於0°C，則達成「刺骨寒溫」的證據。
裝備等級1為室內溫度計；等級2為手持式測溫槍；等級3熱電偶溫度計。
- 鬼魂筆記

基本裝備之一，可以用來檢測鬼魂，鬼魂會透過繪畫或書寫留下一些訊息，如果書上有出現圖畫或文字，則達成「鬼魂筆跡」的證據。
裝備等級1為筆記本外型；等級2為皮套書外型；等級3為魔法書外型。
- 收音器

可以用來尋找鬼魂房間，能夠接收鬼魂發出的超自然聲音，正常時數值為0，受到干擾時數值會隨機顯示，感測區域為圓錐形，接受到場景物品的互動聲或在鬼魂附近時會有數值變化和聲音。
如果鬼魂是女妖，有機率聽到像是風的尖叫聲。
- 頭戴式攝影機

基本功能和攝影機完全相同，可以使電腦增加玩家視角的畫面(FPV)。

## 詛咒之物
這裡列出遊戲內出現的各種詛咒之物，以玩家的理智值為代價與鬼魂互動，使用不慎容易導致玩家處於危險的狀態、觸發詛咒獵殺（無視玩家理智值進入獵殺模式且無法被聖木和十字架阻止，比普通獵殺時間更長）、甚至直接死亡；每場遊戲最多只會隨機出現1種詛咒之物（自定義難度除外，可自由設定出現的數量和種類），一旦使用詛咒之物，安全時間會立即歸零。
- 通靈板

可以用來和鬼魂提問，使用時以心形乩板的移動作為回應，會根據問題的內容消耗不同的理智值，如果玩家說「躲貓貓(Hide and seek)」後經過5秒、使用完沒有說「再見(Goodbye)」就離開或使用時理智歸零，通靈板會燒毀碎裂並觸發詛咒獵殺；如果鬼魂是剎耶，對它提問「你幾歲(How old are you)」時，得到回覆的年齡數會隨遊戲時間而遞增。
- 鬧鬼魔鏡

可以用來看到冥界，使用時鏡面內會顯示鬼魂的視角（間接表示鬼魂房間），在鬼魂的視角下會消耗理智值，如果玩家使用時理智歸零，鬧鬼魔鏡會碎裂並觸發詛咒獵殺。
- 八音盒

可以用來和鬼魂互動，使用時鬼魂會唱歌，根據歌聲來源能大致判斷鬼魂房間的方向，只能使用1次，聽見歌聲會消耗理智值，鬼魂較近時會現身並往音樂盒靠近，如果玩家使用時把音樂盒直接丟到地上或鬼魂現身並接觸到音樂盒，音樂盒會中止演奏並觸發詛咒獵殺。
- 巫毒娃娃

可以用來和鬼魂互動，使用時會隨機扎入一針並強制鬼魂與環境互動，一共有10根針，扎針會消耗理智值，如果玩家使用時理智歸零而強制扎入所有的針或位於心臟的針被扎入，會觸發詛咒獵殺。
- 塔羅牌

可以用來和鬼魂互動，使用時根據抽出的牌產生不同的效果，一共有10張隨機的牌，有10種不同的牌，其中9種為有效牌：太陽(The Sun)會使理智值完全恢復，月亮(The Moon)會使理智值強制歸零，塔(The Tower)會強制鬼魂與環境互動，命運之輪(The Wheel of Fortune)會根據消失時的火焰改變玩家的理智值（綠色增加，紅色減少），惡魔(The Devil)會強制觸發鬼魂事件，大祭司(The High Priestess)會隨機復活1位死亡的玩家（當下沒有玩家死亡則復活下一位死亡的玩家），倒吊人(The Hanged Man)會使抽牌的玩家強制死亡，死亡(Death)會觸發詛咒獵殺，隱士(The Hermit)會使鬼魂強制回到鬼魂房間並困住1分鐘，抽到任何的牌都有機率會變成愚者(The Fool)而無效（鬼魂進入獵殺模式時抽到的牌必定會變成愚者）。
- 召喚陣

可以用來召喚鬼魂，只能使用1次，使用時需點燃五芒星上的5根紅色蠟燭（如果中途熄滅需要重新點燃），點燃紅色蠟燭會消耗理智值，當5根蠟燭全部點燃時，鬼魂將出現在召喚陣正中央並觸發詛咒獵殺，5秒後鬼魂即會掙脫束縛（鬼魂進入獵殺模式時依然可以被使用，但鬼魂不會被束縛住並繼續獵殺）。
- 猴爪

作用和通灵板相似，可以向猴爪提问来获得线索，猴爪上未弯曲的手指数代表能提问的次数，每次提问消耗一次。
许愿“改变天气”即可改变环境天气，并扣除25%到30%理智。
许愿“渴望知识”会强制触发诅咒猎杀，同时会帮你划掉一项错误的证据，并且在接下来整局中你的视野变暗，听力变弱。许愿会扣除5%到10%理智，有极小概率让使用猴爪的玩家直接死亡。
许愿“复活队友”必须在多人模式下进行并且成功概率不高。许愿无效不扣除理智或者扣除5%理智。
许愿“我想离开”视野将短暂变暗，大门一段时间内不会上锁，一段时间后将强制触发诅咒猎杀。许愿几乎不扣除理智。
许愿“希望平安”会触发灵异事件爆灯，并在附近生成一个躲藏点。许愿扣除5%到10%理智。
许愿“希望保持清醒”会将所有玩家理智拉到50%。
许愿“希望困住鬼”会将鬼困在鬼房一段时间，之后会强制触发诅咒猎杀。许愿几乎不扣除理智或扣除5%理智。
许愿“让鬼活动”会破坏电闸导致无法开灯，且大门会被上锁，一段时间后才会解锁。许愿大概扣除20%理智。
许愿“希望见鬼”后视野变暗，鬼会在身边现身并束缚几秒，之后强制触发诅咒猎杀。许愿不扣除理智或扣除5%理智。

## 開發與發行
《恐鬼症》於2020年3月6日首次出現在其Steam頁面上，它的預告片在三個月後披露，並公佈將支持虛擬實境和搶先體驗版的發售日期。同年9月18日，遊戲的搶先體驗版正式對外發行，售價14元美金。Kinetic Games在接下來的一週內釋出兩次修復有關錯誤的主要更新。Kinetic Games的創辦人和唯一成員Dknighter表示希望在2021年某個時間段發行完整版的《恐鬼症》，在此之前價格不會改變。開發人員的目標之一是使之支援Oculus Quest，以及其他諸如可遊玩鬼魂等構思。在搶先體驗版發布後的遊戲開發過程中，更新的主要目標之一是改善鬼魂的AI，使其更聰明和更難以預測，從而使玩家更難以應對。據Kinetic Games所說，他們並無開發PlayStation 4版的想法。

### 爆紅
儘管《恐鬼症》在2020年9月中旬左右首次發佈，但其直到10月初有許多Twitch實況主和YouTuber，例如PewDiePie、xQc、Pokimane、Jacksepticeye、Sodapoppin和Markiplier等都在玩這遊戲後才開始為人熟知。這可能是因為遊戲在萬聖節開始前後提供搶先體驗，且其特點類似於《P.T.》的緣故，也有可能是因著第二波2019冠状病毒病疫情的開始，導致許多人須呆在家裡而導致人氣急升。隨著大批玩家因受歡迎的實況主遊玩而蜂擁而至，黑客們也在《恐鬼症》發行後的第二週肆虐，他們主要通過突發驚嚇和生成大量物品的方式來影響玩家。其中一個最令人關注是「狙擊實況主」的問題，某些黑客甚至在事前更改其人物模組成為NSFW的內容後加入實況主所開的房間，試圖令後者收到實況網站的警告或因發放不當內容而被封台。Kinetic Games隨後發放多次更新，期望解決問題，也建議實況主在遊玩前表明已有四個或以上的玩家準備遊玩，或直接運行Beta版的遊戲以避開黑客。
在Twitch上，《恐鬼症》的觀看數呈指數式增長，並曾在10月中旬超越《我們之中》、《堡垒之夜：空降行动》、《FIFA 21》和《原神》等遊戲，成為前5名觀看數最多的遊戲之一。根據在線玩家跟蹤器GitHyp的數據，該作在10月31日左右達到約11萬名活躍玩家的峰值。《恐鬼症》亦在2020年10月後兩週成為Steam的最暢銷遊戲，期間甚至比《糖豆人：终极淘汰赛》和《赛博朋克2077》預訂版還要多。

## 反應
《恐鬼症》在發行後獲得評論家的廣泛讚譽，也被拿來與其他許多類似性質的恐怖遊戲進行比較，例如《十三號星期五》和《黎明杀机》。《PC Gamer》的瑞奇·斯坦頓（Rich Stanton）形容該作是「有史以來最好的鬼魂遊戲」，且不同於他玩過的所有遊戲，即使知道有什麼鬼在等著你也好，仍是會被嚇得屁滾尿流。Polygon的凱斯·馬歇爾（Cass Marshall）也為《恐鬼症》給出正面的評價，稱只要該作運行起來就能得到出色的體驗，為玩家帶來一種「不錯且舒適和緩的恐怖」，但他也發現遊戲存在許多錯誤。Jeuxvideo.com則認為《恐鬼症》在令人冷汗直流的基礎下，展現出其新穎且富想像力的特性，而遊戲的地圖顯然經過深思熟慮，關卡的難度進程也設計得非常合理。與此同時，Jeuxvideo.com亦指出該作存在動畫參差不齊和冗餘的問題，但他們相信Kinetic Games會在正式版推出前不斷發放更新以改善問題。

### 獲得獎項與提名
| 年份 | 獎項      | 類別             | 結果 | 來源          |
| ---- | --------- | ---------------- | ---- | ------------- |
| 2020 | 遊戲大獎  | 最佳新晉獨立遊戲 | 獲獎 | [ 37 ]        |
| 2020 | Steam大獎 | 年度VR遊戲       | 提名 | [ 38 ] [ 39 ] |